# Регіони Ісландії
Ісландія поділена на вісім регіонів, які в основному використовуються для статистичних цілей. Крім цього, судова юрисдикція та система поштових кодів також регіональна. До 2003 року регіони Ісландії використовувались як виборчі округи для виборів до парламенту, проте це було змінено поправкою до конституції Ісландії, і зараз країна поділяється на шість окремих виборчих округів.
Ці регіони не закріплені окремим законом і не мають офіційного статусу або адміністративних функцій, але можуть бути використані, щоб умовно розділити Ісландію для певних цілей.

## Розподіл Ісландії на регіони
| № | Регіон             | Оригінальна назва | Адміністративний центр           | Площа (км²) | ISO 3166-2:IS | Регіони Ісландії |
| - | ------------------ | ----------------- | -------------------------------- | ----------- | ------------- | ---------------- |
| 1 | Гефюдборгарсвайдід | Höfuðborgarsvæðið | Рейк'явік (ісл. Reykjavik)       | 0.001062    | 0.000IS-1     |                  |
| 2 | Судурнес           | Suðurnes          | Кеплавік (ісл. Keflavik)         | 0.000829    | 0.000IS-2     |                  |
| 3 | Вестурланд         | Vesturland        | Борґарнес (ісл. Borgarnes)       | 0.009554    | 0.000IS-3     |                  |
| 4 | Вестфірдір         | Vestfirðir        | Ісафіордюр (ісл. Isafjörður)     | 0.009409    | 0.000IS-4     |                  |
| 5 | Нордурланд-Вестра  | Norðurland Vestra | Сейдаркрокюр (ісл. Sauðárkrókur) | 0.012737    | 0.000IS-5     |                  |
| 6 | Нордурланд-Ейстра  | Norðurland Eystra | Акурейрі (ісл. Akureyri)         | 0.021968    | 0.000IS-6     |                  |
| 7 | Аустурланд         | Austurland        | Еґільсстадір (ісл. Egilsstaðir)  | 0.022721    | 0.000IS-7     |                  |
| 8 | Судурланд          | Suðurland         | Сельфосс (ісл. Selfoss)          | 0.024526    | 0.000IS-8     |                  |

| Прапор Ісландії | Це незавершена стаття про Ісландію. Ви можете допомогти проєкту, виправивши або дописавши її. |